# 都島北通
都島北通（みやこじまきたどおり）は、大阪府大阪市都島区にある町名。現行行政地名は都島北通一丁目および都島北通二丁目。

## 地理
大阪市都島区の中央部に位置する。南は都島通を挟んで都島本通、北は高倉町・御幸町、西は善源寺町、東は内代町にそれぞれ接する。

## 歴史

### 地名の由来
都島は、かつて難波宮に都が置かれていた経緯から、付近の島々を総称してこの地を都島と呼び、島々が陸続きとなり各地に村落が生まれた後もその呼称が残ったとされる。当地は都島通の北側にあることから都島北通と名付けられた。

## 世帯数と人口
2019年（平成31年）3月31日現在の世帯数と人口は以下の通りである。
| 丁目           | 世帯数    | 人口    |
| -------------- | --------- | ------- |
| 都島北通一丁目 | 1,609世帯 | 2,501人 |
| 都島北通二丁目 | 2,494世帯 | 4,577人 |
| 計             | 4,103世帯 | 7,078人 |

### 人口の変遷
国勢調査による人口の推移。
| 1995年（平成7年）  | 6,230人 | [ 6 ]  |  |
| 2000年（平成12年） | 6,325人 | [ 7 ]  |  |
| 2005年（平成17年） | 7,077人 | [ 8 ]  |  |
| 2010年（平成22年） | 7,045人 | [ 9 ]  |  |
| 2015年（平成27年） | 7,147人 | [ 10 ] |  |

### 世帯数の変遷
国勢調査による世帯数の推移。
| 1995年（平成7年）  | 3,134世帯 | [ 6 ]  |  |
| 2000年（平成12年） | 3,255世帯 | [ 7 ]  |  |
| 2005年（平成17年） | 3,736世帯 | [ 8 ]  |  |
| 2010年（平成22年） | 3,839世帯 | [ 9 ]  |  |
| 2015年（平成27年） | 3,879世帯 | [ 10 ] |  |

## 学区
市立小・中学校に通う場合、学区は以下の通りとなる。なお、小学校・中学校入学時に学校選択制度を導入しており、通学区域以外に都島区の小学校・中学校から選択することも可能。
| 丁目           | 番 | 小学校               | 中学校             |
| -------------- | --- | -------------------- | ------------------ |
| 都島北通一丁目 | 1～19番、20番1～11号 20番21～35号、21番 22番1～11号・21～36号 23番1～4号・32号・35号                  | 大阪市立都島小学校   | 大阪市立都島中学校 |
| 都島北通一丁目 | その他                                                                                                | 大阪市立高倉小学校   | 大阪市立高倉中学校 |
| 都島北通二丁目 | 9番7～18号、10番 11番13～19号（都島北通２丁目西児童遊園北側） 13番18号、14番 15番８号～25号、16～24番 | 大阪市立高倉小学校   | 大阪市立高倉中学校 |
| 都島北通二丁目 | その他                                                                                                | 大阪市立東都島小学校 | 大阪市立桜宮中学校 |

## 事業所
2016年（平成28年）現在の経済センサス調査による事業所数と従業員数は以下の通りである。
| 丁目           | 事業所数  | 従業員数 |
| -------------- | --------- | -------- |
| 都島北通一丁目 | 163事業所 | 1,697人  |
| 都島北通二丁目 | 161事業所 | 817人    |
| 計             | 324事業所 | 2,514人  |

## 施設

### 公共施設
- 都島警察署

### 公園
- 都島北通公園
- 都島北一公園

### 金融機関
- 大阪信用金庫 都島支店
- 大阪シティ信用金庫 都島本通支店

### 企業
- ハタ鉱泉

### 商業
- デイリーカナート 都島店

## 交通

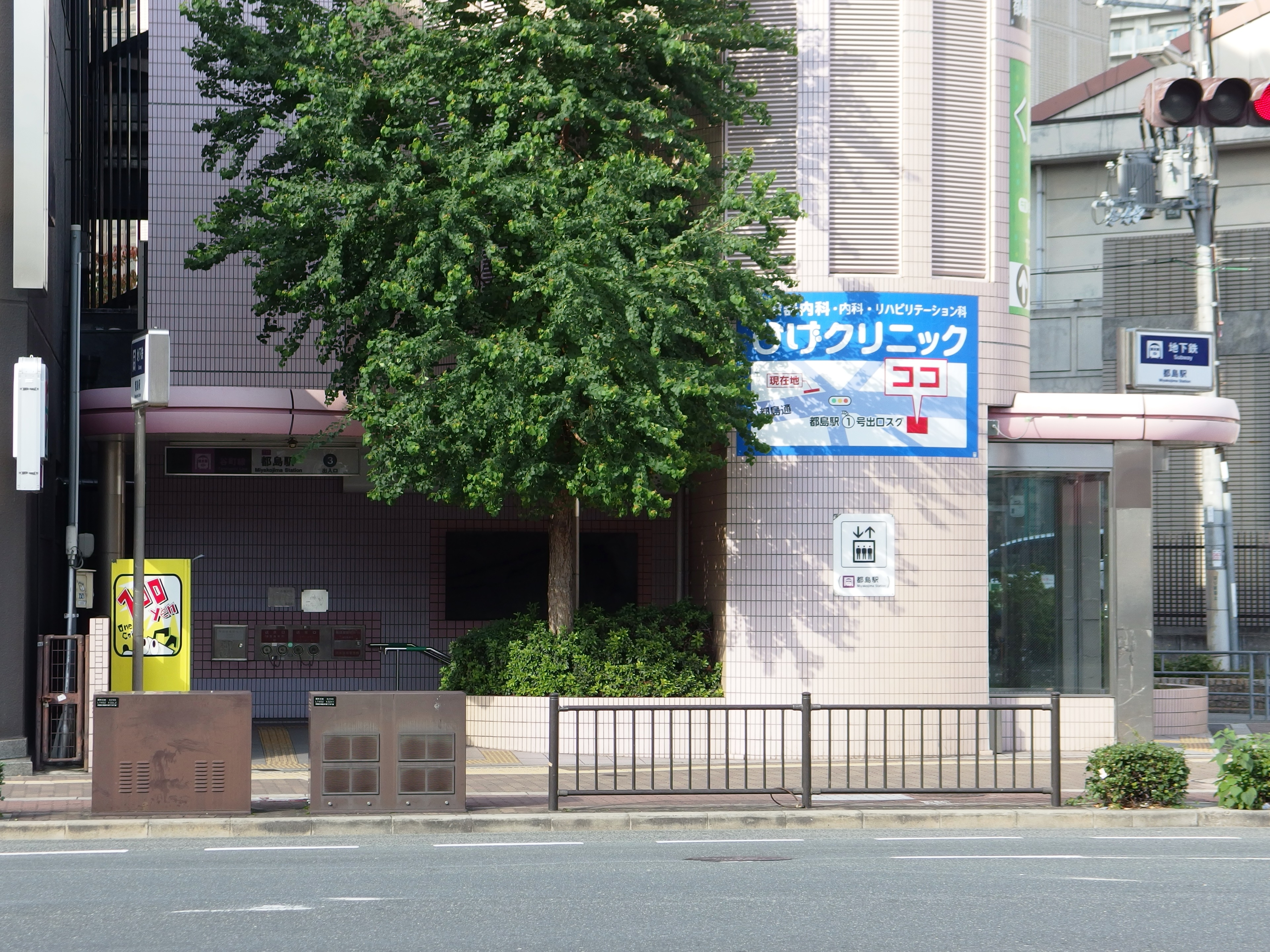
都島駅

### 鉄道
- Osaka Metro谷町線「都島駅」

### 道路
- 大阪市道大阪環状線（都島通）
- 大阪市道赤川天王寺線

## その他

### 日本郵便
- 〒534-0014[3]（集配局：都島郵便局[14]）